# 飯島康太郎
飯島 康太郎（いいじま こうたろう、1992年3月5日 - ）は、日本の俳優。Five☆Eight所属。

## 出演

### 映画
- 14歳（2006年） - 舘田剛 役

### テレビドラマ
- 女と愛とミステリー 絆（2002年、テレビ東京） - 寛吉（少年期） 役
- 私立探偵濱マイク（2002年、日本テレビ）
- ママはサイエンティスト（2003年、CS） - タカシ 役

### バラエティ
- NHKジュニアスペシャル（2003年、NHK）

### CM
- 公文教育研究会 公文式（2001年）
- NTT ドコモAOL（2002年）

### VP
- ベネッセ チャレンジ6年生（2001年）

### スチル
- JR西日本（2003年）ポスター・カタログ他

### WEBドラマ
- MAIL（2004年） - 同級生 役
- 春の憂鬱（2006年） - 水泳部員 役